# Prunus clementis
Prunus clementis — вид квіткових рослин з родини трояндових (Rosaceae). Ареал охоплює такі країни: Індонезія (Сулавесі), Філіппіни.

## Середовище
Зазвичай росте на висоті від 200 до 1067 м над рівнем моря. Зазвичай росте в первинних та вторинних лісах на вулканічних та ультраосновних ґрунтах.

## Морфологічна характеристика
Це від малого до великого дерево, що досягає висоти від 10 до 30 м.

## Використання
Вид використовували як ліки від головного болю та шкірних висипань (ймовірно, через кору) у Замбоанга-дель-Норте, Філіппіни.